# چری فالز
چری فالز (به انگلیسی: Cherry Falls) یک فیلم اسلشر آمریکایی محصول سال ۲۰۰۰ به کارگردانی جفری رایت با بازی بریتانی مورفی، جی مهر و مایکل بین است.
داستان این فیلم دربارهٔ یک شهر کوچک در ویرجینیا تمرکز دارد که در آن یک قاتل زنجیره‌ای دختران باکره‌های نوجوان را هدف قرار می‌دهد. این فیلم پس از ارسال و رد شدن توسط انجمن سینمایی آمریکا هرگز برای پخش در سالن سینماها انتخاب نشد و توسط کمپانی فوکس فیچرز خریداری شد که در پاییز سال ۲۰۰۰ در شبکه‌های تلویزیونی پخش شد.